# Jan Kerouac
Janet Michelle "Jan" Kerouac (Albany, 16 de fevereiro de 1952 – Albuquerque, 5 de junho, 1996) foi uma escritora americana e filha única do autor da geração beat Jack Kerouac e Joan Haverty Kerouac.

## Começo da vida e carreira
Sua mãe deixou seu pai ainda grávida, e Jack se recusou a reconhecer o bebê como sua filha. Um teste de sangue quando Jan tinha nove anos provou sua paternidade e ele foi ordenado a pagar 52 dólares por semana para a educação dela. Embora Jan tenha encontrado seu pai apenas duas vezes,  herdou sua sede por viagens, e como ambos os seus pais, Jan fez uso frequente de drogas e se meteu em encrencas. Depois de uma adolescência restrita em um hospital psiquiátrico, Jan mergulhou fundo no submundo das drogas do anos 60, antes partindo para o México com quinze anos. Nas décadas seguintes viajou pelo país com um abandono imprudente semelhante ao de seu pai e Neal Cassady.
Publicou dois romances semi-autobiográficos, Baby Driver em 1981, e Trainsong em 1988. Ela estava trabalhando em seu terceiro romance, Parrot Fever, quando morreu. Durante este tempo, Jan também se envolveu em batalhas legais com Stella Sampas Kerouac, a última esposa de Jack; e depois da morte de Stella, com os parentes de sangue de Stella, pelos bens de Jack, incluindo a localização de sua lápide e os direitos por seus escritos. Em 24 de julho, 2009, um juiz do condado de Pinellas, Flórida decretou que a vontade de sua mãe Gabrielle Kerouac (falecida em 1973), a qual concedeu todos os direitos do trabalho de Jack Kerouac para a família de Sampa, era falsificado. A ação legal contra esta alegação foi originalmente trazida por Jan Kerouac e um sobrinho de Jack.